# Abdelouahed Chakhsi
Abdelouahed Chakhsi (sinh ngày 1 tháng 10 năm 1986) là một cầu thủ bóng đá người Maroc hiện tại thi đấu cho Moghreb Tétouan.

## Sự nghiệp
Đầu tháng 2 năm 2012 Chakhsi sang châu Âu, chuyển từ câu lạc bộ Maroc KAC Kénitra đến đội bóng Thụy Sĩ Lausanne-Sport. Anh có màn ra mắt vào ngày 19 tháng 2 năm 2012 trước Luzern tại Giải bóng đá vô địch quốc gia Thụy Sĩ và kết thúc với tỉ số hòa 0—0.